# (2275) Cuitlahuac
(2275) Cuitlahuac (1979 MH; 1931 XS; 1948 PX; 1955 QF; 1969 TH; 1972 LS; 1976 WF; 1982 HH) ist ein Asteroid des äußeren Hauptgürtels, der am 14. März 1980 vom deutschen Astronomen Hans-Emil Schuster am Felix-Aguilar-Observatorium (Europäische Südsternwarte) im Nationalpark El Leoncito in der Provinz San Juan in Argentinien (IAU-Code 808) entdeckt wurde.

## Benennung
(2275) Cuitlahuac wurde nach Cuitláhuac, dem zehnten Herrscher der Azteken benannt, der 1520 für kurze Zeit regierte. Er war der Bruder seines Vorgängers Moctezuma II. (Asteroid (2272) Montezuma). Er war vom Konquistador Hernán Cortés aus der Gefangenschaft entlassen worden, um einen Streit zu verhandeln, woraufhin er die Azteken versammelte, um gegen die Spanier zu kämpfen. Nach heftigen Kämpfen, in denen Tausende aztekischer Kriegern getötet wurden, vertrieb er Cortes mit dem Verlust von über der Hälfte seiner Männer und all seinen Schätzen aus der Stadt. Innerhalb weniger Monate starben Cuitláhuac und Tausende seiner Landsleute an Pocken: sie waren von einem spanischen Soldaten angesteckt worden.